# Битката за Сан Романо
„Битката за Сан Романо“ (на италиански: Battaglia di San Romano) е картина на италиански художник от епохата на Куатроченто Паоло Учело. Тя е сред първите европейски произведения на изкуството по съвременна тема.
Картината изобразява момента на решаващата битка за Сан Романо, спечелена от флорентинците срещу Сиена през 1432 г. На белия кон е изобразен флорентинският пълководец Николо де Толентино. Тя е сред 3-те картини, поръчани от Леонардо Бартолини Салимбени, който взема участие в същата битка. Тези 3 картини днес са разпръснати по музеи по света. Първоначално това е общ фриз, дълъг 9,5 метра.
Днес 3-те платна са разделени и се намират в галерии във Флоренция, Лондон, Париж:
- „Николо Маурици де Толентино Бернардино дела Сиерда в битката при Сан Романо“ (вероятно около 1435 – 1455 г.), 182 х 320 см, Галерия „Уфици“ във Флоренция;
- „Николо Маурици де Толентино в битката при Сан Романо“ (вероятно около 1438 – 1440 г.), 182 х 320 см, Национална галерия, Лондон;
- „Контраатака на Микелото де Котиньола в битката при Сан Романо“ (около 1455 г.), 182 х 317 см, Лувър, Париж.

Художниците от Ранния Ренесанс започват да рисуват по-реалистично, за разлика от тези през Средновековието. Картината е опит за пресъздаване на перспектива. Фигурите на преден план са по-големи от тези на заден, за да се създаде илюзия за перспектива.
- Галерия „Уфици“, Флоренция
- Национална галерия, Лондон
- „Лувър“, Париж